# Scaptius asteroides
Scaptius asteroides är en fjärilsart som beskrevs av William Schaus 1905. Scaptius asteroides ingår i släktet Scaptius och familjen björnspinnare. Inga underarter finns listade.